# Steve Lightfoot
Steve Lightfoot (às vezes também creditado como Robert Scott Fraser) é um roteirista e produtor de televisão britânico que trabalhou como produtor executivo e roteirista de Hannibal, uma aclamada série de televisão da NBC, e também como o showrunner da série Marvel's The Punisher da Netflix que foi ao ar em 2017.

## Carreira
Lightfoot formou-se na Universidade de East Anglia como um Mestre das Artes em escrita criativa.
Lightfoot começou sua carreira no Reino Unido, trabalhando em séries de televisão como Casualty e House of Saddam. Mais tarde, mudou-se para Los Angeles, Estados Unidos, onde ganhou notoriedade como roteirista e produtor executivo da série de televisão Hannibal. Em 2016, ele foi escolhido para o cargo de showrunner na série de televisão Marvel's The Punisher, ambientada no Universo Cinematográfico Marvel.

## Prêmios e indicações
Em 2009, Lightfoot foi indicada para um prêmio BAFTA pelo seu trabalho na produção da série House of Saddam.